# Neozavrelia saudiarabica
Neozavrelia saudiarabica är en tvåvingeart som beskrevs av Peter Scott Cranston 1989. Neozavrelia saudiarabica ingår i släktet Neozavrelia och familjen fjädermyggor.
Artens utbredningsområde är Saudiarabien. Inga underarter finns listade i Catalogue of Life.